# اللجام (الحديدة)

تعديل مصدري - تعديل

اللجام هي إحدى قرى مديرية الزهرة، التابعة لمحافظة الحديدة اليمنية، بلغ تعداد سكانها 2236 نسمة حسب الإحصاء الذي جرى عام 2004.